# .hu
.hu este domeniul național de nivel superior pe internet al Ungariei.